# Trận phòng thủ vùng mỏ Adzhimushkay
Trận phòng thủ vùng mỏ Adzhimushkay (tiếng Nga: Оборона Аджимушкайских каменоломен) là một trận đánh diễn ra giữa Hồng quân Liên Xô và quân đội Đức Quốc xã, kéo dài từ ngày 16 tháng 5 đến ngày 30 tháng 10 năm 1942.
Sau khi Phương diện quân Krym của Liên Xô bị thiệt hại nặng nề trong Chiến dịch "Săn đại bàng" của Quân đội Đức Quốc xã tháng 5 năm 1942 và bị đánh bật sang bán đảo Taman, khoảng 13.000 quân của các tập đoàn quân 47, 51 thuộc Phương diện quân Krym do đại tá Pavel Maksimovich Yagunov chỉ huy và du kích Liên Xô đã bị quân Đức bao vây tại mỏ đá Adzhimushkay. Trong 5 tháng sau đó, quân Đức và Romania đã tiến hành nhiều chiến dịch tảo thanh nhằm tiêu diệt đạo quân đồn trú "cứng đầu". Vấp phải sức kháng cự của một số đông quân chính quy và du kích Liên Xô phòng thủ trong địa hình phức tạp, có nhiều hầm mỏ chằng chịt kết nối với nhau, quân Đức và Romania đã chịu nhiều thiệt hại. Một số đội du kích hoạt động ngầm của Liên Xô ở Krym cũng nhập vào đội quân này. Nhờ những chuyến tiếp tế ít ỏi được các xuồng đổ bộ và máy bay PO-2 mang đến bằng cách thả dù, đội quân trú phòng ở Adzhimushkay đã đứng vững và chiến đấu hơn 5 tháng. Cuối tháng 10 năm 1942, quân Đức phải dùng đến nhiều chất nổ mạnh phá sập các căn hầm và bơm khí độc vào hầm mới tiêu diệt được họ.

## Bối cảnh
Adzhimushkay là một làng nhỏ thuộc địa phận thành phố Kerch và cách thành phố này 5 km về phía Tây. Gần ngôi làng này là mỏ đá cùng tên vốn là khu hầm mộ được hình thành từ thời cổ đại. Từ năm 1983, khu hầm mộ này được sử dụng cho các hoạt động khai thác đá và để lại nhiều căn hầm nối với nhau thành một hệ thống phức tạp. Ngay từ khi Quân đội Đức Quốc xã chiếm được bán đảo Kerch lần thứ nhất vào mùa thu năm 1941, đã có những đội du kích Liên Xô ở Krym dựa vào hệ thống hầm ngầm ở Adzhimushkay để chiến đấu chống quân xâm lược.
Ngày 15 tháng 5 năm 1942, trong tiến trình chiến dịch "Săn đại bàng", 2 trung đoàn của Sư đoàn bộ binh 46 (Đức) và Sư đoàn bộ binh 19 (Romania) đã bao vây một cụm quân lớn của Tập đoàn quân 47 và Tập đoàn quân 51 (Liên Xô) tại khu mỏ đá Adzhimushkay, làng Buklganak và làng Adzhimushkay. Quân Đức huy động hỏa lực của pháo binh, xe tăng và không quân để tiêu diệt cụm quân này nhưng họ vẫn tiếp tục chiến đấu.
Sau khi quân đội Liên Xô bị thiệt hại nặng và phải rút lui khỏi bán đảo Kerch, hơn 13.000 sĩ quan và binh sĩ Xô Viết (có tài liệu đưa ra quân số 15.000 người) cùng một số nhóm du kích đã bị kẹt lại tại mỏ đá này sau khi hoàn thành nhiệm vụ cản hậu cho Phương diện quân Krym rút lui. Và từ cuối tháng 5 năm 1942, đội quân đồn trú Liên Xô bị kẹt lại này bắt đầu tổ chức tấn công quân đội Đức Quốc xã trong khi người Đức nghĩ rằng họ đã tảo thanh toàn bộ bán đảo Kerch.

## Lực lượng

### Quân đội Đức Quốc xã
Từ 15 tháng 5 đến 20 tháng 5 năm 1942:
- Sư đoàn bộ binh 28
- Sư đoàn bộ binh 132
- Sư đoàn bộ binh 170

Từ 21 tháng 5 đến 31 tháng 10 năm 1942
- Sư đoàn bộ binh 46 (Đức)
- Sư đoàn bộ binh 19 (Romania)
- Tiểu đoàn công binh phá nổ.
- Tiểu đoàn công binh hóa học.

Chỉ huy: Trung tướng Kurt Himer (đến 5 tháng 8 năm 1942) và Thiếu tướng Ernst Haccius.

### Quân đội Liên Xô
Tại khu vực Adzhimushkay từ ngày 15 tháng 5 năm 1942, có các nhóm quân của các đơn vị Liên Xô bị lạc ngũ và bị vây:
- Một phần Sư đoàn kỵ binh 72;
- Một phần Sư đoàn bộ binh 138;
- Một phần Sư đoàn bộ binh 157;
- Một phần Lữ đoàn hải quân đánh bộ 83;
- Một phần Trung đoàn bộ binh 276 NKVD;
- Một phần Trung đoàn biên phòng 95 thuộc lực lượng khu vực biên phòng Krym;
- Trung đoàn quân dự bị động viên 1, thuộc Khu vực phòng thủ Krym;
- Du kích Krym;

Tổng quân số khoảng 13.000 người, (có tài liệu đưa ra quân số 15.000 người)
Ngoài ra, tại khu mỏ này còn có hơn 7.000 dân thường đến trú ẩn lánh nạn và được đưa ra hàng quân Đức sau trận tấn công hủy diệt ngày 25 tháng 5 năm 1942.
- Chỉ huy: Đại tá Pavel Maksimovich Yagunov, Sư đoàn trưởng Sư đoàn bộ binh 138
- Phó chỉ huy: Đại tá Fyeodo Alekseyevich Verushkin, nguyên tham mưu trưởng Sư đoàn bộ binh 320, đang bị L. D. Mekhlis giam lỏng ở Kerch chờ ngày ra hầu tòa. Ông thay thế P. M. Yagunov sau khi ông này tử trận.
- Chính ủy: Chính ủy tiểu đoàn bậc 1 Ivan Pavlovich Parakhin.
- Tham mưu trưởng: Trung tá Pavel Efimovich Sidorov.

## Diễn biến

### Cản hậu cho đại quân rút lui
Ngày 13 tháng 5 năm 1942, trong cuộc rút lui hỗn loạn và vô tổ chức của Phương diện quân Krym khỏi bán đảo Kerch trong thế vỡ trận, Nguyên soái S. M. Budyonny, Tổng tư lệnh các mặt trận hướng Tây Nam đã yêu cầu phải tổ chức các trận đánh phản kích tại khu vực ngoại ô phía Tây Kerch để có thể di tản càng nhiều càng tốt quân đội Liên Xô khỏi Krym qua cảng Kerch và Mũi Yenikale. 4 trung đoàn còn lại của Sư đoàn bộ binh 138 và Sư đoàn kỵ binh 72 được giao nhiệm vụ trấn giữ khu vực mỏ đá Adzhimushkay và các làng làng Bulganak, Adzhimushkay. Sư đoàn bộ binh 157, Trung đoàn bộ binh 276 NKVD, Trung đoàn biên phòng 95, Trung đoàn dự bị động viên 1 Krym chặn giữ đường ra mũi Yenikale. Ngày 14 tháng 5, quân Đức bắt đầu tổ chức các đợt tấn công vào làng Adzhimushkay, một mũi khác đánh vào làng Bulganak. Trước cuộc tấn công với quân số áp đảo của các sư đoàn bộ binh 132, 170 (Đức), Sư đoàn bộ binh 138 (Liên Xô) chỉ trụ lại được một ngày. Sư đoàn kỵ binh 72 cũng phải rút về khu mỏ Bulganak (nằm cạnh mỏ Adzhimushkay) và dựa vào địa hình núi đá để tổ chức phòng thủ cơ động. Sư đoàn bộ binh 157 giữ các điểm cao 95,1 và 133,3 đã đánh lui cuộc tấn công của xe tăng Đức. Họ dùng các "chai xăng" đốt cháy ba chiếc, buộc quân Đức phải dừng cuộc tấn công.
Quân Đức tiếp tục tấn công sang phía Đông. Ngày 18 tháng 5, Sư đoàn bộ binh 46 (Đức) đánh chiếm làng Zhukovka và ngọn hải đăng ở Yanikale. Các trung đoàn còn lại của Sư đoàn 132 và một phần Sư đoàn kỵ binh 72 (lúc này đã không còn một con ngựa sống sót) trấn thủ khu vực Adzhimushkay hoàn toàn bị bao vây trong khi những đơn vị cuối cùng của Phương diện quân Krym (Liên Xô) đã rút sang Taman theo ngả Mitridat (phía nam vịnh Kerch). Dù trong tình trạng bị phân tán và mất hết các vũ khí nặng nhưng đại tá P. M. Yagunov vẫn tổ chức phản kích xuyên qua tuyến tấn công giữa các sư đoàn 46 (Đức) và 19 (Romania) để bắt liên lạc với Sư đoàn 157 lúc này đã cố giữ một dải đất hẹp ven bờ Yenikale. Ngày 20 tháng 5, khi Phương diện quân Krym đã rút hết sang Taman, các sư đoàn 132 và 157 vẫn nhận được mệnh lệnh: "Giữ vị trí cho đến khi có mệnh lệnh tiếp theo". Ngày 21 rồi 22 trôi qua, vẫn không có mệnh lệnh nào được đưa đến. Đại tá P. M. Yagunov ra lệnh cho các trung đoàn của mình và Sư đoàn 157 (lúc này đã mất chỉ huy) quay trở lại mỏ đá Adzhimushkay, dựa vào địa hình hiểm trở để tiếp tục chiến đấu.
Ngày 23 tháng 5, các sư đoàn 46 (Đức) và 19 (Romania) quay trở lại bao vây khu mỏ Adzhimushkay. Từ đây, bắt đầu cuộc phòng thủ kéo dài gần 170 ngày của đội quân trú phòng Liên Xô trước binh lực áp đảo của quân đội Đức Quốc xã.

### Chiến dịch "hơi ngạt" của quân đội Đức và các trận phản kích của quân đội Liên Xô
Quân Đức không muốn tốn kém thêm sinh mạng để tiêu diệt các nhóm quân Liên Xô bị bao vây tại Adzhimushkay. Ngày 23 tháng 5, một đơn vị đặc biệt của quân đội Đức được di chuyển bằng máy bay từ Byelorussia đến. Đó là Tiểu đoàn công binh đặc biệt 88 chuyên về phá nổ và Tiểu đoàn công binh SS chuyên về hóa chất thuộc Cụm tập đoàn quân Trung tâm. Chính các đơn vị này đã tham gia chiến dịch tảo thanh tại pháo đài Brest từ cuối tháng 6 đến đầu tháng 7 năm 1941. Ngày 24 tháng 5, hai tiểu đoàn này đã được chuyển bằng ô tô đến khu vực Adzhimushkay. Tướng Kurt Himer dùng loa phóng thanh kêu gọi nhóm binh sĩ Liên Xô hạ vũ khí đầu hàng sau khi cho họ biết rằng ngoài họ ra, các đơn vị Liên Xô trên bán đảo Kerch đã bị tiêu diệt. Đáp lại lời kêu gọi của quân Đức là các loạt đạn súng bộ binh, từ tiểu liên đến đại liên bắn ra từ các khe núi đá, các cửa hầm. Tướng Kurt Himer lệnh cho các loại súng cối, đại bác khai hỏa, yểm hộ cho các toán công binh Đức xông đến các cửa hầm. Hơn 20 khẩu súng phun lửa đã quét sạch những người còn sống sót ở các cửa hầm và ba khẩu pháo bắn lựu đạn hơi ngạt "Nebelverfer 41" được triển khai, mỗi khẩu có 6 nòng.
Cuộc tấn công đầu tiên bằng hơi ngạt và lửa của quân Đức không mấy hiệu quả. Các binh sĩ Liên Xô rút sâu vào trong các căn hầm đá. Đến tối, các toán quân Liên Xô lại từ dưới mỏ đá chui lên, tập kích vào các tốp lính Đức đi tuần lẻ tẻ. Ngày 25 tháng 5, tướng Kurt Himer thay đổi chiến thuật. Ông ta cho công binh Đức khoan từ 10 đến 20 lỗ xuyên qua các tầng đá vào các căn hầm ngầm và luồn những ống xả hơi ngạt qua đó. Tại các cửa hầm, những khẩu súng phun lửa vẫn tiếp tục phát hỏa, thiêu đốt những người từ trong hầm chạy ra.
Trên cuốn nhật ký đã cháy sém của Trung tá A. I. Trofimenko được khai quật năm 1967, vẫn còn đọc được những đoạn viết:
| “                   | Ngực tôi như bị một vật nặng đè lên đến mức không thể thở được... Hỡi nhân loại trên toàn thế giới, dù bất kỳ quốc tịch nào, các bạn có bao giờ chứng kiến một cuộc thảm sát tàn bạo như vậy của phát xít Đức không ?... Các căn hầm mộ bị đánh sập và đầy khói độc. Trẻ em kêu khóc cầu cứu mẹ chúng giúp đỡ. Nhưng than ôi! Họ đã nằm chết trên mặt đất với ngực áo sơ mi bị cào cấu đến rách nát. Và máu chảy ra từ khóe miệng họ... Khắp nơi đầy tiếng gào thét: "Cứu tôi, cứu tôi", "tôi chết mất". Nhưng khói độc sớm dập tắt những tiếng kêu cứu ấy... | ” |
| — A. I. Trofimenko, | |   |

Ngày 26 tháng 5, các chỉ huy Liên Xô yêu cầu tạm ngừng bắn để phụ nữ, trẻ em và người già ra hàng. Quân Đức chấp nhận yêu cầu đó. Ngày 27 tháng 5, công binh phá nổ của quân Đức được điều đến chiến trường. Họ đánh sập các cửa hầm lớn và tiếp tục bơm hơi ngạt vào trong các căn hầm. Sau một ngày không thấy có dấu hiệu kháng cự, tướng Kurt Himer cho rằng đã tiêu diệt được đội quân trú phòng cứng đầu và chỉ để lại quanh khu mỏ mấy đội trắc vệ của bộ binh Đức và kỵ binh Romania. Tuy nhiên, bất chấp hơi ngạt, lửa và hỏa lực của quân Đức, đội quân trú phòng vẫn tồn tại. Những cuộc tập kích ban đêm của họ vào các vị trí đóng quân của các đội tuần tra Đức, thậm chí cả vào ngoại ô Kerch đã làm cho quân Đức ở đây không thể yên ổn.
Trong quá trình chiến đấu, đội quân trú phòng đã chiếm được nhiều vũ khí của quân Đức, kể cả vũ khí cộng đồng. Theo báo cáo số 2011 và 2012 của Sư đoàn bộ binh 46 (Đức), đến đầu tháng 6 năm 1942, nhóm trung tâm của đội quân Liên Xô ở mỏ đá Adzhimushkay đã có trong tay khoảng 1.700 súng trường, 5 khẩu đại liên Maksim, 6 trung liên, 30 tiểu liên và khoảng 80.000 viên đạn. Nhóm thứ hai nhỏ hơn ở Bulganak có 4 đại liên Maksim, 6 súng cối, 8 trung liên và 25 tiểu liên. Quân Đức ước đoán tổng quân số còn lại của đội quân này khoảng 3.500 người.
Do không nắm được bản đồ đường hầm và cấu trúc của khu mỏ đá nên tướng Kurt Himer không thể hiểu được vì sao với một lượng chất nổ và hơi ngạt lớn như thế mà đội quân trú phòng này vẫn tồn tại. Ông ta đã trang bị cho lính của mình lựu đạn hơi ngạt và trong các chuyến tuần tra, thỉnh thoảng lính Đức lại quăng một quả lựu đạn hơi ngạt vào một cửa hầm nào đó. Nhưng rồi lựu đạn hơi ngạt cũng chẳng còn (nó đang trong giai đoạn thử nghiệm với số lượng sản xuất hạn chế). Tướng Kurt Himer dùng chiến thuật vây lỏng và khống chế các nguồn nước với hy vọng đội quân trú phòng sẽ chết khát. Đây là một chiến thuật đỡ tốn kém và hiệu quả. Lính bắn tỉa Đức nấp sau các tảng đá khống chế các dòng suối, các vũng nước, tiêu diệt bất kỳ ai mon men đến gần thứ "chất lỏng quý hiếm" đó. Mỗi lần đi lấy nước, quân trú phòng tổ chức rút thăm cho công bằng và cử các toán quân đi yểm hộ cho người lấy nước. Và thường thì mỗi một xô nước phải đổi bằng một xô máu.
Sau hơn 1 tháng quần nhau với quân Đức, đạn được và lương thực vơi cạn, nước uống ngày càng khan hiếm. Ngày 8 tháng 7, đại tá P. M. Yagunov đánh bức điện sau đây về đất liền thông qua máy liên lạc vô tuyến: "Hỡi mọi người! Hỡi tất cả các dân tộc Xô Viết! Chúng tôi là những chiến sĩ phòng thủ ở Kerch. Chúng tôi đang chết ngạt bởi khí độc, đang chết dần chết mòn trong điều kiện giam hãm. Nhưng chúng tôi sẽ không lên đầu hàng". Đêm 8 rạng ngày 9 tháng 7, đội quân trú phòng thu thập tất cả những người còn chiến đấu được, dù chỉ đủ sức để ném một quả lựu đạn. Lợi dụng đêm tối, họ lên khỏi các căn hầm và tấn công quân Đức, mong đánh đổi mạng sống của mình lấy càng nhiều sinh lực đối phương càng tốt. Trong trận đánh đó, đại tá P. M. Yagunov đã tử trận. Thay thế ông là phó chỉ huy đội quân, đại tá F. A. Verushkin.
Cùng ngày 9 tháng 7, quân đội Đức Quốc xã chiếm đóng Sevastopol. Trung tuần tháng 7, quân Đức quyết nhổ bằng được "cái dằm" Adzhimushkay trên "ngón chân cái" Kerch của "bàn chân" Krym. Tuy nhiên, đội quân trú phòng đã liên lạc được với những đội du kích Liên Xô hoạt động ở Krym. Những đội du kích này thường mở các trận tập kích ngắn qua vòng vây của quân Đức để chuyển thức ăn, nước uống đến cho toán quân trú phòng và trở thành đường dây liên lạc duy nhất với bên ngoài của họ khi chiếc điện đài cuối cùng bị phá hủy. Trong các trận chiến đấu, thương vong của đội quân trú phòng liên tục tăng lên từ vài chục người đến hàng trăm người mỗi tuần. Nhiều người bị thương đã chết vì nhiễm trùng trong điều kiện hầu như không có thuốc men còn bông băng thì được làm từ những áo quần rách. Sau khi P. M. Yagunov tử trận, quân Đức loan tin đã tiêu diệt hết đội quân trú phòng. Nhưng sau ngày 9 tháng 7 đến đầu tháng 8, quân Đức vẫn tiếp tục chịu thương vong trong các trận phục kích.
Du kích Krym đã làm mọi cách để tiếp tế cho đội quân trú phòng, họ mua thuốc từ thành phố Kerch để tiếp tế lên Adzhimushkay dù là ít ỏi. Ban đêm, những du kích liều mạng bò qua tuyến bao vây của quân Đức để chuyển lương thực đến Adzhimushkay. Tập đoàn quân 47 (Liên Xô) tại Taman dù không thể cứu được đội quân trú phòng nhưng vẫn thông qua du kích Krym gửi đến cho họ một ít vũ khí, đạn dược và những nhu yếu phẩm cần thiết. Đổi lại, đội quân trú phòng cung cấp cho du kích chất nổ (thứ này luôn có sẵn trong các hầm mỏ) để họ thực hiện các hoạt động phá hoại đối với quân Đức. Du kích Krym cũng dẫn đường cho các chiến binh mỏ đá vào thành phố Kerch để mở các trận đánh bộc phá vào các nhà máy. Đêm 5 tháng 8 năm 1942, trinh sát của Tập đoàn quân 47 hoạt động tại Krym báo cáo về một vụ nổ lớn đã xảy ra tại nhà máy Voykov. Cảnh sát và cơ quan Gestapo Đức mở cuộc truy lùng những "phần tử Bolshevik" ở Kerch. Nhiều du kích đã bị bắt và bị quân Đức xử giảo. Thế nhưng, những hoạt động phá hoại các cơ sở kỹ thuật, hậu cần của quân Đức tại Kerch vẫn không dừng lại.

### Những người phòng thủ cuối cùng
Tháng 9 năm 1942, do tình thế bắt buộc khi Tập đoàn quân xe tăng 1 (Đức) tràn vào Bắc Kavkaz, Tập đoàn quân 47 (Liên Xô) buộc phải rút khỏi bán đảo Taman. Đội quân trú phòng Liên Xô ở Adzhimushkay và cả các nhóm du kích Liên Xô hoạt động ở Kerch mất nguồn cung cấp vũ khí và lương thực, thực phẩm. Kiệt sức trong chiến đấu dài ngày, đội quân trú phòng không còn hy vọng vào một cuộc đổ bộ nhanh chóng của quân đội Liên Xô lên bán đảo. Họ quyết định rời mỏ đá để lên mặt đất cùng hoạt động với các nhóm du kích Krym. Nhưng họ không kịp thực hiện ý đồ đó. Đúng thời điểm này, Hitler ra lệnh cho tướng Erwin Jaenecke bằng mọi cách phải "làm sạch" Krym để bảo đảm an toàn cho các tướng lĩnh và quan chức cao cấp Đức Quốc xã đến đó nghỉ dưỡng. Cuối tháng 9, quân Đức dùng một khối lượng lớn bộc phá đánh sập nhiều cửa hầm, chôn sống hàng trăm sĩ quan, binh sĩ Liên Xô đang trú ẩn trong hầm. Trong cả tháng 10, quân Đức tiếp tục thực hiện các vụ nổ, chia cắt các đường hầm thành những căn hầm biệt lập, không liên lạc được với nhau và tiêu diệt đội quân trú phòng Liên Xô từng nhóm một. Đêm 29 rạng ngày 30 tháng 10, trong một cố gắng cuối cùng để thoát khỏi vòng vây, nhóm chiến đấu cuối cùng do trung tá G. M. Burmin chỉ huy gồm 52 người đã bị quân Đức vây bắt. Các chính ủy tiểu đoàn I. P. Parakhin, F. I. Khramov và hai sĩ quan NKVD bị quân Đức xử bắn ngay tại chỗ. Các báo cáo của Sư đoàn 46 (Đức) xác nhận, trong trận chiến đấu cuối cùng này, 2 sĩ quan Đức và 8 lính Romania đã thiệt mạng. Sau gần 170 ngày đêm trú ẩn dưới lòng đất và đơn độc chiến đấu với quân Đức, đội quân trú phòng Adzhimushkay đã đi vào cõi bất tử.

## Kết quả và ảnh hưởng

### Kết quả
Theo báo cáo của Sư đoàn bộ binh 46 (Đức), có khoảng hơn 10.000 quân trú phòng Liên Xô đã bỏ mạng trong các chiến dịch tảo thanh tại khu vực mỏ đá Adzhimushkay - Bulganak, hơn 2.500 người bị bắt trong các trận đánh và phần lớn trong số này đã chết tại các bệnh viện, gần 1.000 người bị đày đi các trại tập trung Holocaust.

### Ảnh hưởng

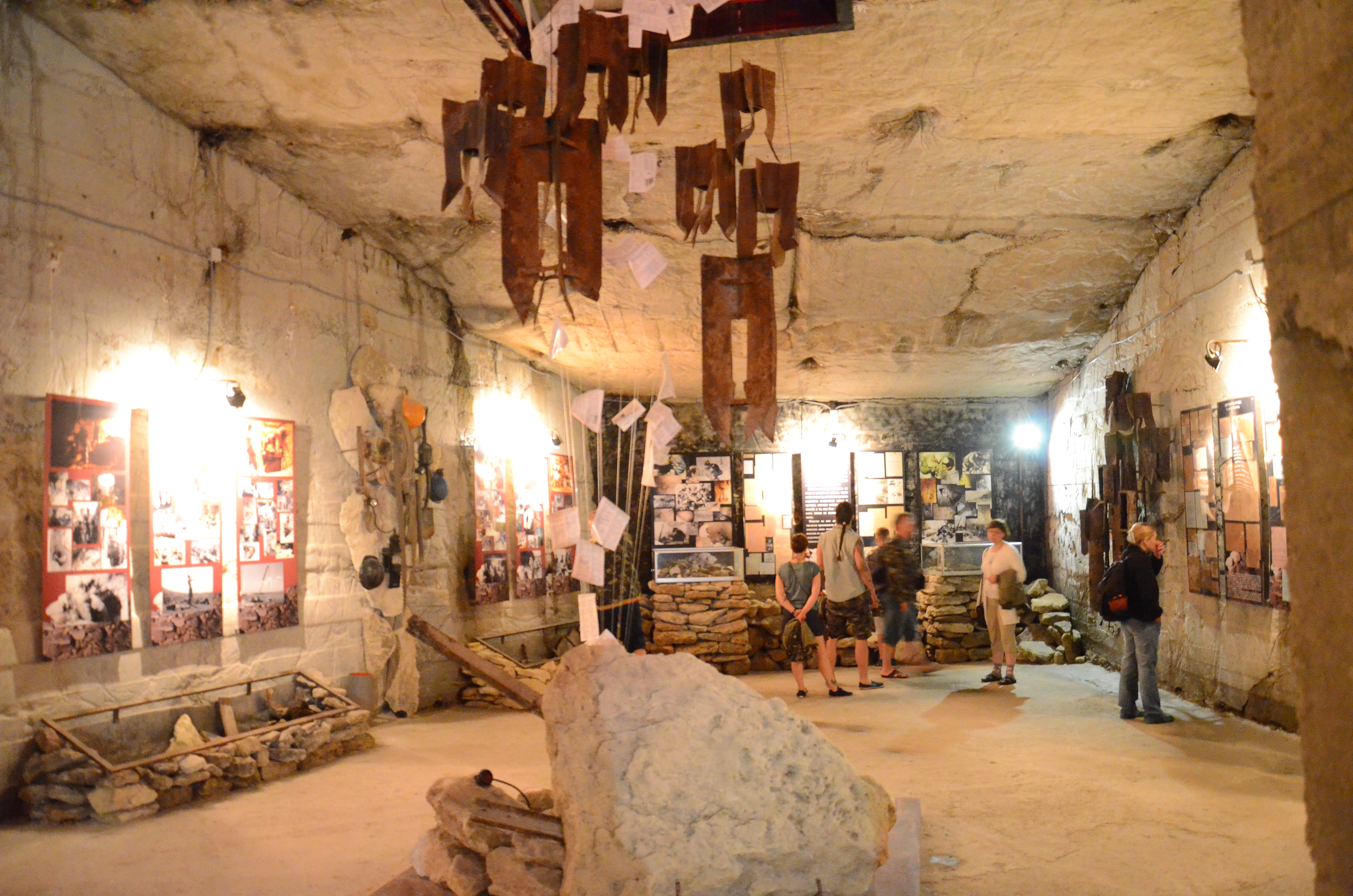
Bên trong khu tưởng nhiệm Adzhimushkay

Trong một thời gian dài, lịch sử Liên Xô không hề đề cập đến các trận chiến đấu của một đội quân tương đương một sư đoàn Liên Xô chiến đấu trong vòng vây của quân Đức tại Adzhimushkay. Giống như đội quân trú phòng Liên Xô ở pháo đài Brest, nó gần như bị lịch sử lãng quên trong một thời gian dài. Mãi đến thập niên 1960, các tài liệu, tác phẩm văn học nghệ thuật nói về nó mới dần dần xuất hiện. Vào năm 1966, trong những hầm ngầm của mỏ đá này, một bảo tàng về trận đánh được khai trương. Năm 1967, lần đầu tiên, một Lễ kỷ niệm đội quân trú phòng Adzhimushkay được tổ chức tại Kerch. Năm 1975, Nhà xuất bản "Thanh niên Cận vệ" (Молодая гвардия) đã cho ấn hành một tác phẩm của V. Kondratyeva tên là "Những anh hùng ở Adzhimushkay. Câu chuyện về sự dũng cảm của những người đồn trú dưới hầm." (Герои Аджимушкая. Рассказы о мужестве подземного гарнизона). Đến năm 1982, khu phức hợp tưởng niệm "Mỏ đá Adzhimushkay" đã được hoàn thành. Hiện nay những nhà nghiên cứu vẫn tiếp tục công tác khai quật ở Adzhimushkay nhằm tìm kiếm những liệt sĩ còn nằm lại trong đó và hoàn tất những chỗ khuyết trong bức tranh bi tráng về gần 13 nghìn binh sĩ Liên Xô đã ngã xuống tại đây. Và đến nay, vẫn còn những điều đáng buồn cho số phận của cuộc phòng thủ bi tráng này. Năm 2007, tròn 65 năm kỷ niệm cuộc phòng thủ Adzhimushkay, tổng thống Ukraina Viktor Andriyovych Yushchenko (nay đã là cựu tổng thống) khi đến thăm Krym đã không đặt dù chỉ một bông hoa lên mộ những chiến sĩ cảm tử ở Adzhimushkay.
Giới sử học Nga gần đây đã coi cuộc phòng thủ của quân đội Liên Xô tại Adzhimushkay là một "Brest ở Kerch". Hiện nay, Hội những cựu chiến binh Adzhimushkay của tỉnh Krym (Ukraina) đã bắt liên lạc được với hơn 120 cựu chiến binh Xô Viết đã chiến đấu tại Adzhimushkay hoặc gia đình họ ở khắp các nước cộng hòa thuộc SNG. Phần lớn họ đều bị quân Đức bắt trong tháng 5, tháng 6 năm 1942 và đến nay, chỉ hơn 40 người còn sống khi đã ở tuổi xấp xỉ 90. Chiến binh nhỏ tuổi nhất ở khu phòng thủ Adzhimushkay, cậu bé Mikhail Pavlovich Radchenko đã ra đi ở tuổi 15 hồi tháng 7 năm 1942 vì đói và rét.

## Vũ khí hóa học hai thành phần được quân đội Đức Quốc xã thử nghiệm tại Adzhimushkay
Theo mô tả của hạ sĩ SS M. G. Rankel thuộc Tiểu đoàn công binh đặc nhiệm 88, có sự xác nhận của trung úy SS Herman Freylikh, đội trưởng đội công binh đặc nhiệm SS (cả hai đều bị quân đội Liên Xô bắt năm 1945) thì những quả đạn hơi ngạt mà quân đội Đức Quốc xã sử dụng ở Adzhimushkay là một trong những loại vũ khí hóa học hai thành phần đầu tiên xuất hiện trên thế giới. Ngoài lượng thuốc cháy để khai hỏa hỗn hợp, nó gồm hai thành phần chính là bột Oxit Kẽm và muối Chloride Hydro Carbon. Trong điều kiện bình thường, đây là hai chất rắn không phát huy độc tố. Nhưng khi hai chất này bị trộn lẫn với nhau và đốt cháy, nó sinh ra một lượng khí Clo rất lớn và phát huy độc tố trong không khí, gây tổn hại nghiêm trọng cho các phế nang ở phổi, gây xuất huyết đường hô hấp và thường làm những người hít phải nó chết ngay trong vòng vài phút.
Nhật ký của Tổng tham mưu trưởng quân đội Đức Quốc xã Franz Halder ngày 13 tháng 6 năm 1942 ghi nhận bản báo cáo của tướng Okshner về sự tham gia của lực lượng hóa học trong các chiến dịch tảo thanh tại Kerch. Tuy nhiên, do phía Liên Xô khi đó mới chỉ có nhân chứng mà chưa thể tiến hành các xét nghiệm hóa học để chứng minh có sự tồn tại của các chất này trên khu vực mỏ đá Adzhimushkay cũng như trên thi thể các nạn nhân được khai quật nên Tòa án xét xử tội phạm chiến tranh ở Nuremberg năm 1947 đã bỏ qua sự kiện này. Các cuộc xét nghiệm tỷ mỷ được tiến hành năm 1971 của các nhà khoa học Liên Xô (V. Istratov, I. I. Demidenko, G. N. Knyazev, G. N. Aleksandrov) đối với các mảnh lựu đạn Đức còn sót lại tại khu vực Adzhimushkay đã chứng minh được sự tồn tại của các hợp chất độc hại này. Một quả lựu đạn hơi ngạt của Đức từng sử dụng tại đây cũng đã được cựu hạ sĩ D. Bolfik của Tiểu đoàn Pirkgauzr (Đơn vị hóa chất đặc nhiệm SS) cung cấp cho Bảo tàng Adzhimushkay và các xét nghiệm quả lựu đạn này cũng chứng minh có các hợp chất Oxit Kẽm và Chloride Hydro Carbon.